# Schlacht bei Vögelinsegg
Vögelinsegg – Rotmonten – Stoss – Bregenz – Herisau
Die Schlacht bei Vögelinsegg war eine militärische Auseinandersetzung zwischen Appenzell und der Fürstabtei St. Gallen während der Appenzellerkriege. Sie fand am 15. Mai 1403 im sogenannten Loch zwischen Speicher und St. Gallen im heutigen Kanton St. Gallen statt.

## Vorgeschichte
Durch den wirtschaftlichen Niedergang des Klosters St. Gallen trachtete Appenzell wie auch die aufstrebende Stadt St. Gallen nach mehr politischer Selbstbestimmung. Den appenzellischen Gemeinden (seit dem 11. Jahrhundert im Besitz des Klosters) Appenzell, Gais, Hundwil, Teufen und Urnäsch gelang es im Laufe der Zeit, in den Besitz eigener reichsunmittelbarer Rechte zu kommen. Die Selbständigkeit dieser Gemeinden war in der zweiten Hälfte des 14. Jahrhunderts bereits so gross, dass sie dem Schwäbischen Städtebund beitraten.
Auslöser des Konfliktes waren die harten Steuereintreibungen des Klosters St. Gallen. Zu Beginn des Jahres 1401 spitzte sich die Situation zu. Appenzell suchte die Annäherung an die Stadt St. Gallen und ging mit dieser zunächst ein Bündnis ein. Der Rat von St. Gallen warf dem Abt Kuno von Stoffeln vor, ein Bündnis mit dem Adelsgeschlecht der Habsburger eingehen zu wollen. Verschiedene Orte aus der Umgebung schlossen sich dem Bund an, dessen Hauptort nun die Stadt St. Gallen war. Dieser entscheidende Schritt bewog den österreichischen Herzog, seinerseits mit dem Abt von St. Gallen ein Bündnis einzugehen, zumal sich die Unruhen im Appenzellerland rasch ausdehnten.
Als es darauf ankam, versagten die mit den Appenzellern verbündeten Städte aus Furcht vor einem Krieg die Hilfe, und zwangen sogar die Stadt St. Gallen in einem Schiedsspruch 1402, das Bündnis aufzukündigen, so dass Appenzell zunächst alleine dastand. Sie suchten Anschluss an Gleichgesinnte und fanden sie im eidgenössischen Ort Schwyz, mit dem sie im Frühling 1403 ein Landrechtsvertrag eingingen. Die Schwyzer sagten ihnen militärische Hilfe und erfahrene Führungskräfte zu. Daraufhin begannen die Feindseligkeiten. Der Abt plante, mit einem militärischen Hauptschlag gegen den Hauptort Appenzell die Revolte im Keim zu ersticken.

## Verlauf

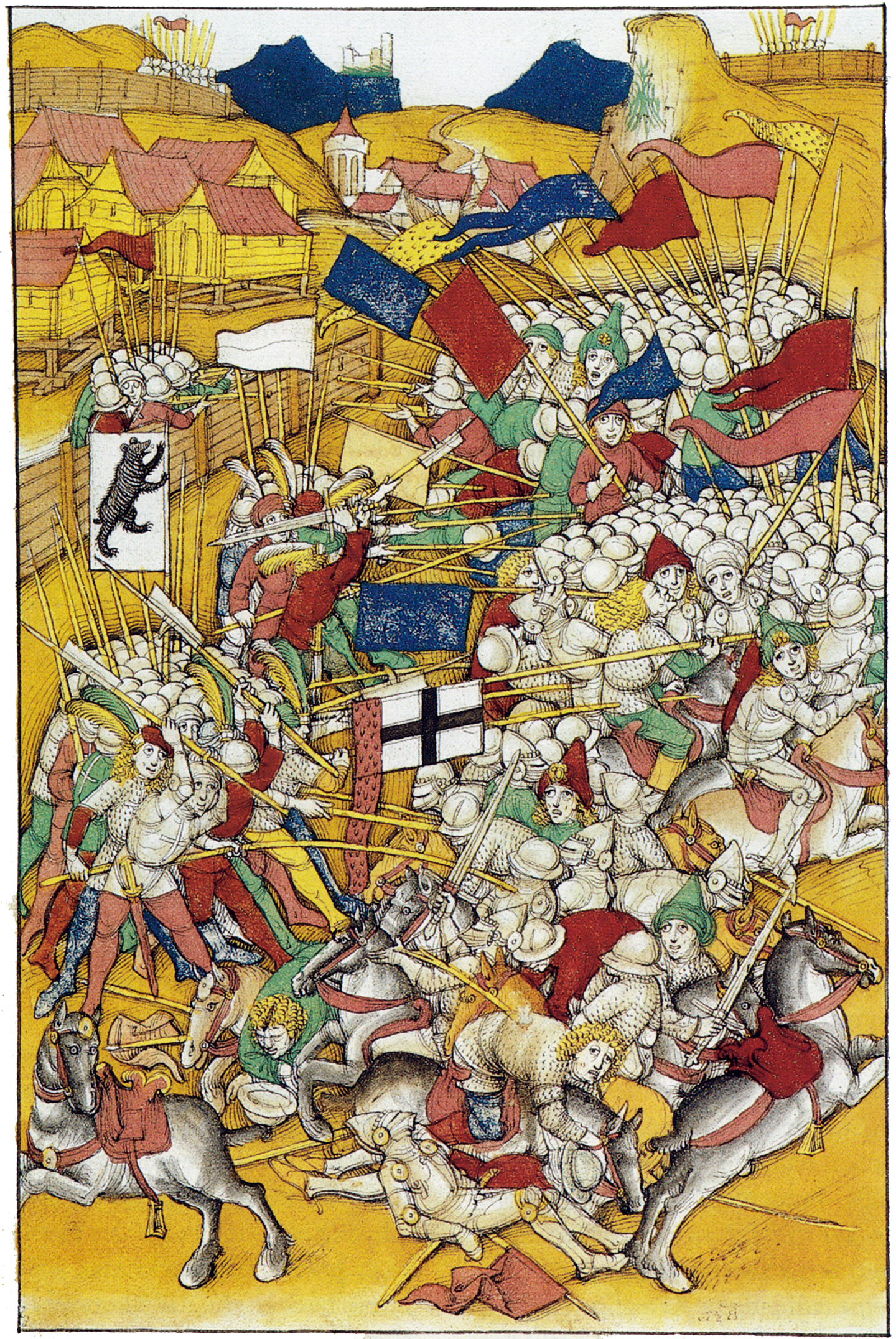
Darstellung der Schlacht in der Spiezer Chronik 1465. Gut zu erkennen die Letzi und das Dorf Speicher im Hintergrund. Im Vordergrund kämpft der Appenzeller Haupthaufen unter dem Landesbanner mit Langspiessen und Hellebarden gegen die äbtischen Ritter

Der Überlieferung nach soll der Feldzugplan den Appenzellern durch Marktweiber aus St. Gallen überbracht worden sein. Unter Anleitung der schwyzerischen Hauptleute sperrten sie die Strasse bei der Vögelinsegg durch eine Letzi. Dahinter und auf den umliegenden Anhöhen lauerten sie dem Heer des Abtes auf.
Das Heer des Abtes nahte militärisch korrekt in drei Staffeln gegliedert. An der Spitze 200 Zimmerleute, um allfällige Hindernisse aus dem Weg zu räumen, danach ein Trupp ausgewählter Schützen und schliesslich der Hauptharst. Die Kriegsbegeisterung und der innere Zusammenhalt soll nicht besonders gross gewesen sein. Zudem verfielen die Anführer in den Fehler gleichgültiger Kommandanten. Sie erwarteten ein bäuerliches Aufrührerheer ohne eine Ahnung vom Wesen der Kriegskunst und rechneten mit einem leichten Sieg. Der Vormarsch erfolgte ohne Aufklärung und Sicherung.
So ging das Heer den vorbereiteten Appenzellern und Schwyzern regelrecht in die Falle. Die Spitze war noch damit beschäftigt, die Letzimauer zu brechen, als unter einem vorbereiteten Hagel grosser Steine die Appenzeller in das Heer einbrachen. Sie griffen zunächst frontal an und stiessen mit der Hauptmacht von Süden her überraschend in die Flanke des Gegners. Dessen Führer waren nicht in der Lage, im engen Gelände des Hohlweges ihre taktischen Vorteile und die zahlenmässige Überlegenheit auszunutzen. Die vorausgesandten Schützen kamen überhaupt nicht zum Schuss. Die Äbtischen wurden in einer schnellen und blutigen Prügelei regelrecht zusammengehauen.
Die äbtische Vorhut wandte sich zur Flucht und riss dabei das eben zur Schlachtordnung aufmarschierende Fussvolk mit. Das Heer wurde von den Appenzellern bis vor die Tore der Stadt St. Gallen verfolgt. Sie machten jeden nieder, dessen sie habhaft werden konnten, und steckten die vor den Mauern der Stadt gelegenen Häuser in Brand. Es fielen vor allem aus den Kontingenten der Bodenseestädte gegen 300 Mann, wogegen die Appenzellern der Überlieferung nach nur acht Mann verloren.

## Folgen
Durch die Niederlage des Abtes brach die Allianz mit den Bodenseestädten sofort auseinander, die Bürgerschaft der Stadt St. Gallen stellte sich nun offen auf die Seite der Appenzeller. Im April 1404 folgte ein Friedensschluss der Bodenseestädte mit Appenzell. Dagegen griff nun Herzog Friedrich IV. von Habsburg selbst in das Geschehen ein. Ursprünglich kein begeisterter Verbündeter des Abtes, bot er diesem die Hilfe an und machte damit den Kampf gegen die rebellischen Bauern zu seinem eigenen. Er erkannte die Gelegenheit, die um sich greifende Selbständigkeitsbewegung im Bodenseeraum einzudämmen und seine eigene Position zu stärken. Ein militärischer Handstreich sollte auch als Warnung an die Eidgenossen dienen.

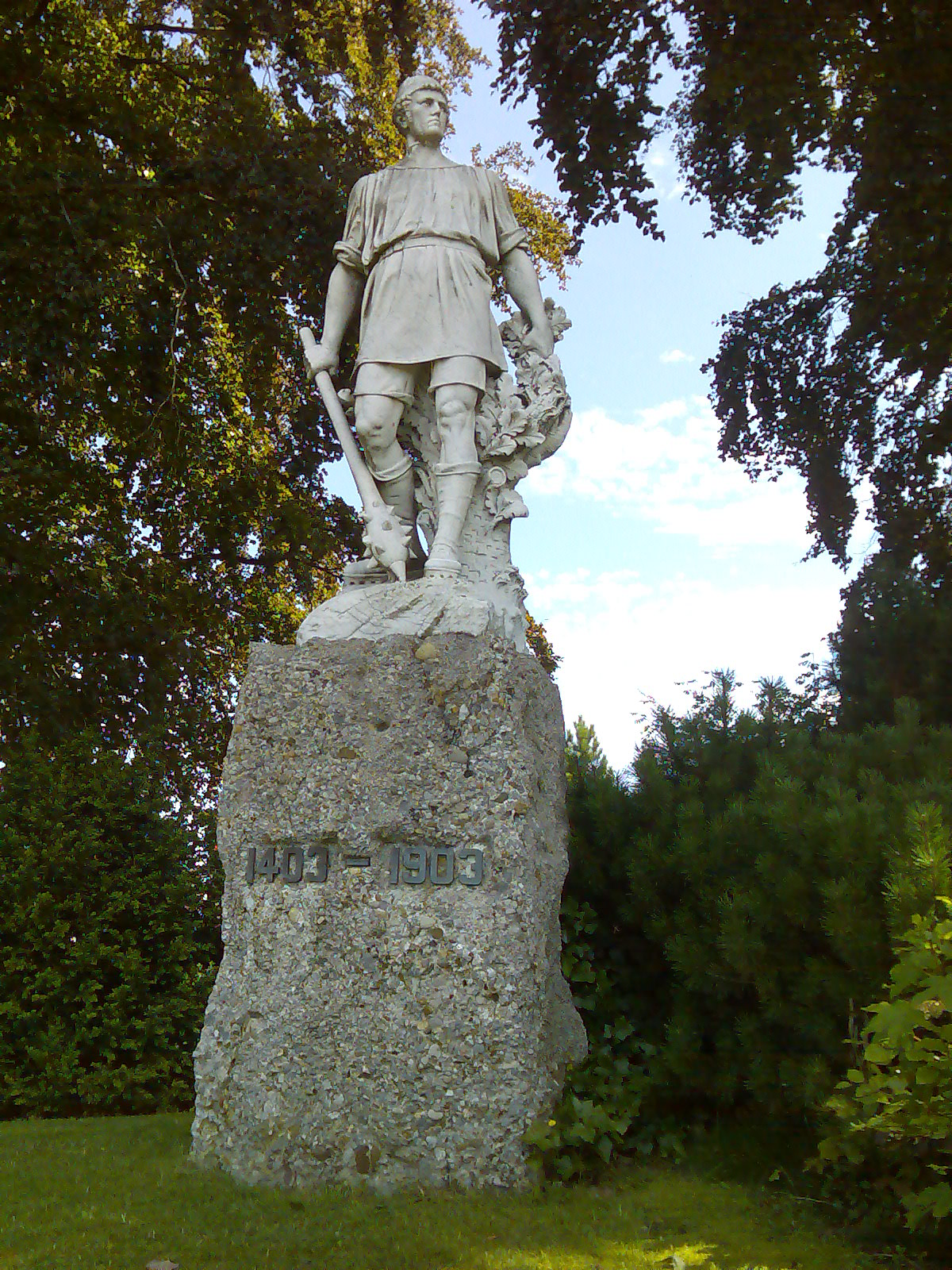
Schlachtdenkmal in einem kleinen Park westlich vom Parkplatz «Vögelinsegg»

Als erstes wies er die Schwyzer auf den seit 1394 bestehenden zwanzigjährigen Frieden hin. Dieser verbot den Schwyzern, österreichische Feinde zu unterstützen und zwang sie damit, sich aus der Sache zurückzuziehen, was diese widerwillig auch taten (Die Appenzeller verblieben allerdings im Schwyzer Landrecht). Er reichte Hilfegesuche an die in seinem Machtbereich liegenden Städte und mit Hinweis auf die Bedingungen des Friedensvertrages sogar an die eidgenössischen Städte Zürich, Bern, Luzern sowie Solothurn, die dies jedoch ablehnten, da sich die Grenzen des österreichischen Machtbereiches bei einem Erfolg Friedrichs wieder in Richtung Eidgenossenschaft verschoben hätte. Nach zweijährigem Kleinkrieg kam es am 17. Juni 1405 zur Schlacht am Stoss.

## Denkmal

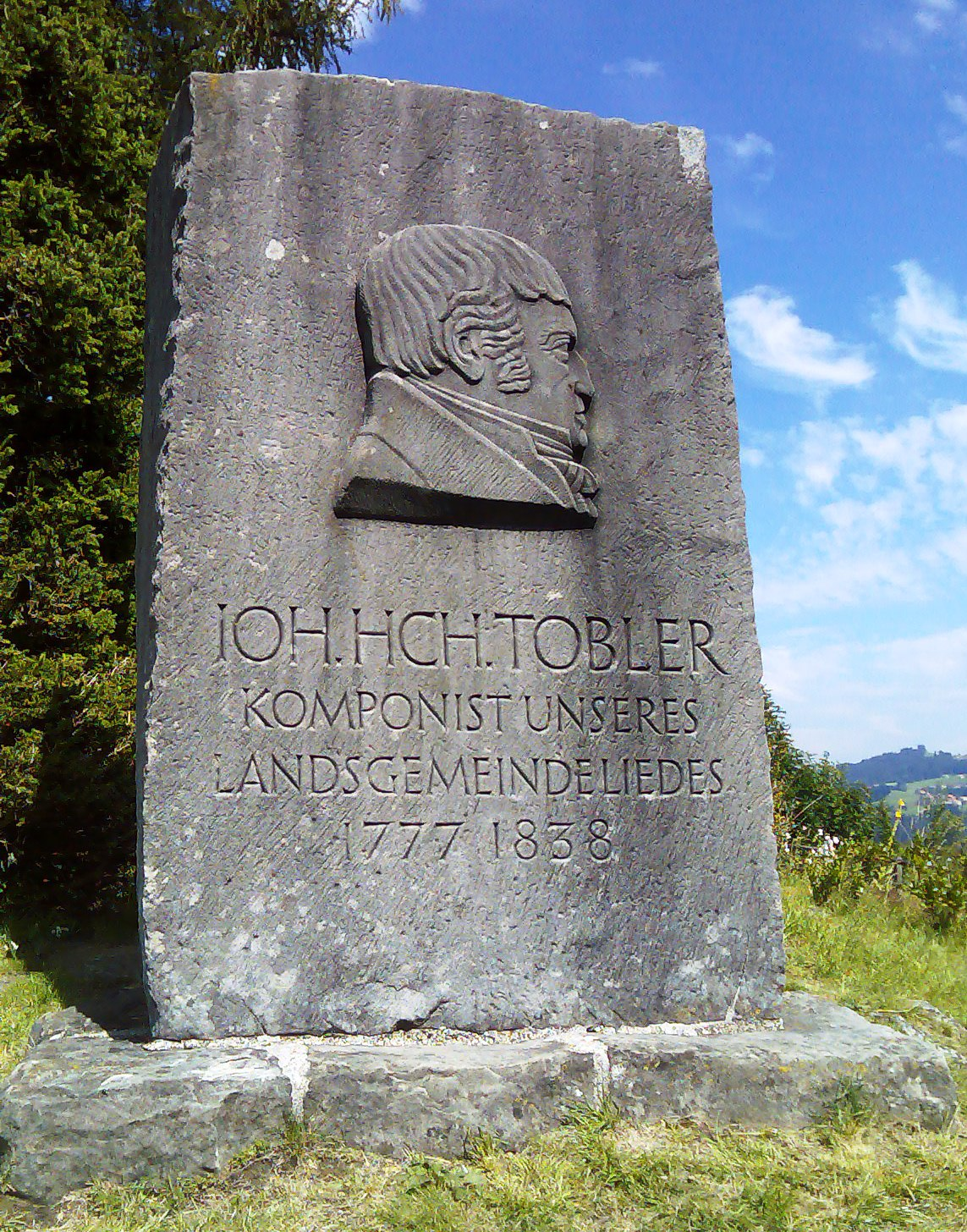
Gedenkstein für den Landsgemeindelied-Komponisten

Das Schlachtdenkmal wurde von Otto Steiger geschaffen und am 12. Juli 1903 eingeweiht. Die Skulptur stellt einen mahnenden Appenzeller Bauer mit Morgenstern aus dem Jahret mit spähendem Blick Richtung der nahen Stadt St. Gallen dar. Das Denkmal befindet sich entgegen dem tatsächlichen Schauplatz etwa ein Kilometer südöstlich auf der Krete der Vögelinsegg. Östlich der Strasse wurde 1938 ein Gedenkstein für Johann Heinrich Tobler errichtet, den Komponisten des Appenzeller Landsgemeindeliedes.